# Mont Auri
Le mont Auri une montagne culminant à une altitude de 1 185 m et qui est située sur le territoire de la commune de Lucéram, dans le département français des Alpes-Maritimes. Le Paillon prend sa source à proximité.

## Géographie
Le mont Auri est une montagne située dans la commune de Lucéram, aux portes de l'aire optimale d'adhésion du parc national du Mercantour, dans le département des Alpes-Maritimes, dans la région Provence-Alpes-Côte d'Azur. Ce mont culmine à 1 185 m d'altitude et est accessible depuis le village de Lucéram par le GR 510, qui est également accessible depuis le col de Braus, mais aussi par la piste cyclable D 54[réf. nécessaire], et par le col de l'Ablé. L'accès n'est donc possible qu'à pieds par l'intermédiaire de ces sentiers.
Une petite partie de l'hiver, la montagne est couverte de neige. Elle alimente à l'ouest l'un des principaux affluents de la partie supérieure du fleuve Paillon : le ruisseau de Fanavel, qui puise l'eau dans les nappes phréatiques du mont Auri et qui se jette dans le Paillon au niveau du village de Lucéram. À l'est, le mont Auri est le point de départ de la source du ravin du mont Auri, qui rejoint en aval la source du vallon de Pierre Feu, pour former un important affluent du Paillon, en s'y jetant au niveau du village de L'Escarène. Le mont Auri fait donc partie de la vallée du Paillon qu'il domine sur son flanc est. Il forme avec le Caire de Braus et la cime du Grand Braus, un important mont qui domine, à l'est, la route du col de l'Ablé, le plan Constant, la vallée de la Bévéra et le village de Sospel, et à l'ouest, la vallée du Paillon et les villages de L'Escarène et de Lucéram.